# Municipio di Montréal
Il Municipio di Montréal è uno storico edificio, sede del governo cittadino.

## Storia
Il palazzo venne eretto tra il 1872 e il 1878 secondo il progetto degli architetti Henri-Maurice Perrault e Alexander Cowper Hutchison. È vittima di un incendio nel 1922.
Durante la sua ristrutturazione, protrattasi dal 1923 al 1926, venne aggiunto un piano e il tetto venne costruito differentemente, ispirandosi a quello del Municipio di Tours in Francia.
L'edificio è stato riconosciuto sito storico nazionale nel 1984.

## Galleria d'immagini

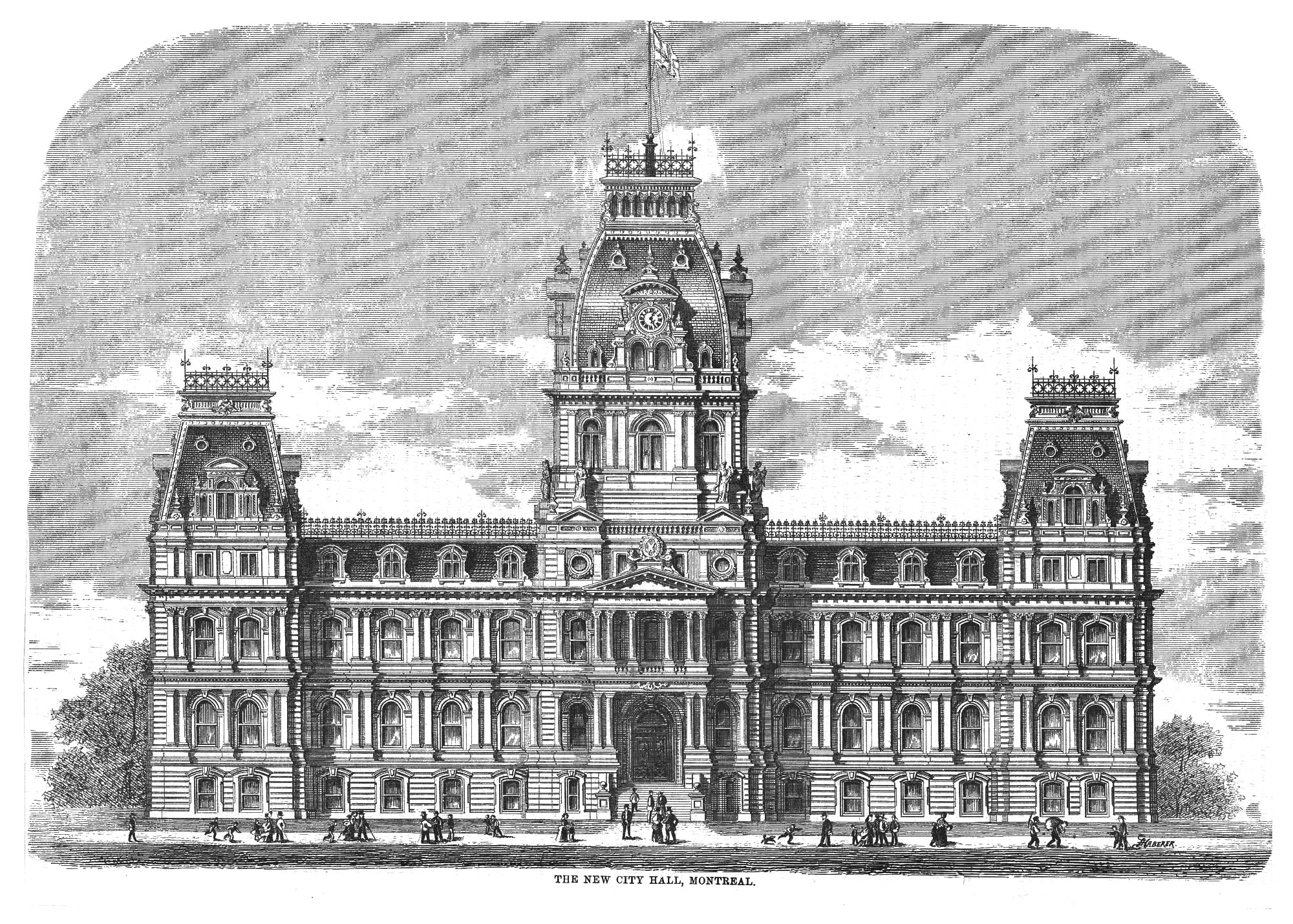
Il Municipio prima dell'incendio del 1922.
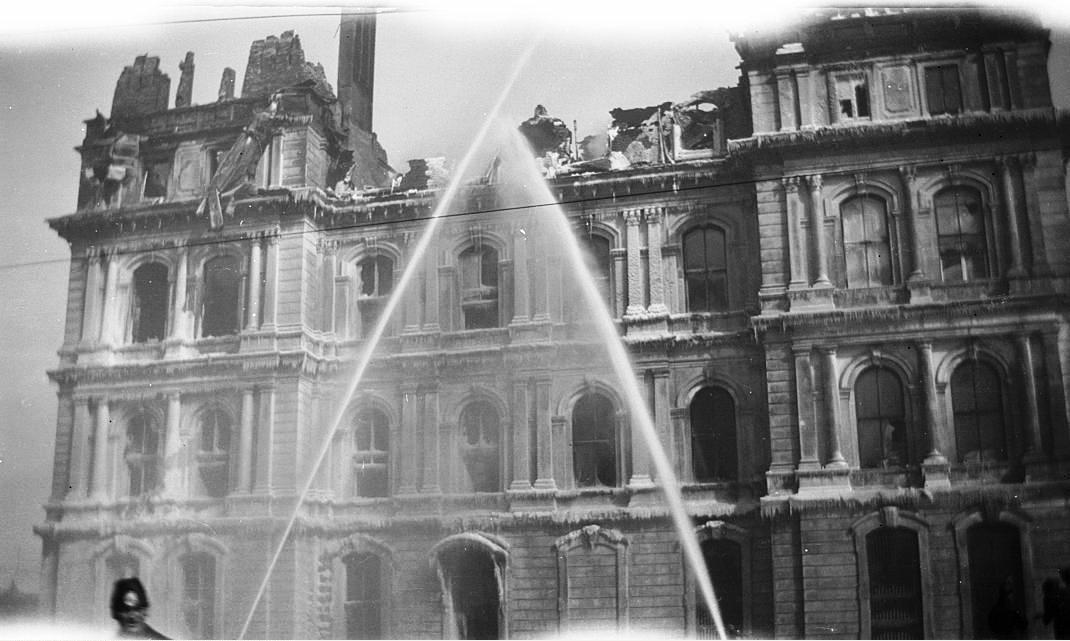
L'incendio del 3 marzo 1922.